# Evento de Laschamp
Evento de Laschamp ou Laschamps[note 1] foi uma excursão geomagnética (uma curta reversão do campo magnético da Terra). Ocorreu entre 42,2 mil e 41,5 mil anos atrás, durante o fim do Último Período Glacial. Foi descoberto a partir de anomalias geomagnéticas encontradas nos fluxos de lava de Laschamps e Olby perto de Clermont-Ferrand, França, na década de 1960.
O evento Laschamp foi a primeira excursão geomagnética conhecida e continua sendo a mais estudada.

## Antecedentes e efeitos
Desde a sua descoberta, a excursão magnética foi demonstrada em arquivos geológicos de muitas partes do mundo. A transição do campo normal para o campo reverso durou aproximadamente 250 anos, enquanto o campo magnético permaneceu invertido por aproximadamente 440 anos. Durante a transição, o campo magnético da Terra caiu para um mínimo de 5% de sua força atual e estava em cerca de 25% de sua força atual quando totalmente revertido. Esta redução na intensidade do campo geomagnético resultou em mais raios cósmicos atingindo a Terra, causando maior produção dos isótopos cosmogênicos berílio-10 e carbono-14, uma diminuição do ozônio atmosférico e mudanças na circulação atmosférica.
Afirma-se que esta perda do escudo geomagnético contribuiu para a extinção da megafauna australiana, a extinção dos neandertais e o aparecimento da arte rupestre . No entanto, a falta de evidências corroborantes de uma ligação causal entre o evento Laschamp e os gargalos populacionais de muitas espécies da megafauna, aliado às mudanças radioisotópicas relativamente moderadas durante o evento, lançaram dúvidas significativas sobre o impacto real do fenômenos nas mudanças ambientais globais.
Como ocorreu há aproximadamente 42 mil anos, o período foi denominado Evento Adams ou Evento Geomagnético Transicional de Adams, uma homenagem ao escritor de ficção científica Douglas Adams, que escreveu no Guia do Mochileiro das Galáxias que "42" era a resposta para a vida, o universo e tudo mais.

## Pesquisa
O Conselho Australiano de Pesquisa está financiando uma pesquisa para analisar uma árvore kauri encontrada na Nova Zelândia em 2019. A datação por radiocarbono revela que a árvore estava viva de 42,5 mil a 41 mil anos atrás, dentro do período do evento.